# Levantamento de peso nos Jogos Pan-Americanos de 2023 - Mais de 81 kg feminino
A categoria mais de 81 kg feminino do levantamento de peso nos Jogos Pan-Americanos de 2023 foi disputada em 24 de outubro de 2023 no Ginásio Chimkowe, em Peñalolén. Um total de 9 halterofilistas, cada uma representando um Comitê Olímpico Nacional (CON), participaram do evento.

## Calendário
Horário local (UTC−3).
| Data          | Hora  | Fase      |
| ------------- | ----- | --------- |
| 24 de outubro | 19:00 | Arranco   |
| 24 de outubro | 20:15 | Arremesso |

## Medalhistas
| Ouro   | USA Mary Theisen-Lappen |
| Prata  | ECU Lisseth Ayoví       |
| Bronze | DOM Crismery Santana    |

## Resultados
A competição foi realizada em um único dia até a definição das medalhistas:
| Pos.              | Halterofilista      | CON                                 | Grupo | Arranque (kg) | Arranque (kg) | Arranque (kg) | Arranque (kg) | Arremesso (kg) | Arremesso (kg) | Arremesso (kg) | Arremesso (kg) | Total |
| Pos.              | Halterofilista      | CON                                 | Grupo | 1             | 2             | 3             | Result.       | 1              | 2              | 3              | Result.        | Total |
| ----------------- | ------------------- | ----------------------------------- | ----- | ------------- | ------------- | ------------- | ------------- | -------------- | -------------- | -------------- | -------------- | ----- |
| Medalha de ouro   | Mary Theisen-Lappen | USA Estados Unidos                  | A     | 112           | 116           | 120           | 120           | 150            | 155            | 157            | 157            | 277   |
| Medalha de prata  | Lisseth Ayoví       | ECU Equador                         | A     | 111           | 116           | 119           | 119           | 147            | 152            | 157            | 157            | 276   |
| Medalha de bronze | Crismery Santana    | DOM República Dominicana            | A     | 113           | 117           | 120           | 117           | 145            | 150            | 155            | 150            | 267   |
| 4                 | Adbeel Rodríguez    | MEX México                          | A     | 108           | 113           | 114           | 114           | 145            | 150            | 154            | 150            | 264   |
| 5                 | Naryury Pérez       | VEN Venezuela                       | A     | 108           | 112           | 115           | 115           | 143            | 148            | 153            | 148            | 263   |
| 6                 | Elizabeth Reyes     | CUB Cuba                            | A     | 96            | 100           | 104           | 104           | 125            | 130            | 135            | 135            | 239   |
| 7                 | Arantzazú Pavez     | CHI Chile                           | A     | 100           | 105           | 108           | 105           | 120            | 125            | 128            | 128            | 233   |
| 8                 | Scarleth Ucelo      | EAI Equipe de Atletas Independentes | A     | 85            | 85            | 91            | 85            | 115            | 115            | 120            | 120            | 205   |
| 9                 | Mariadni Batista    | PAN Panamá                          | A     | 80            | 85            | 90            | 90            | 100            | 105            | 110            | 105            | 195   |